# Kashmirs diskografi
Den danske rockgruppe Kashmirs diskografi består af syv studiealbum, ét livealbum og opsamlingsalbum, otte EP'er, og 27 singler.

## Album

### Studiealbum
| Titel | Album detaljer                                                   | Højeste placering | Højeste placering | Højeste placering | Højeste placering | Certificering         |
| Titel | Album detaljer                                                   | Danmark           | Holland           | Mexico            | Schweiz           | Certificering         |
| --- | ---------------------------------------------------------------- | ----------------- | ----------------- | ----------------- | ----------------- | --------------------- |
| Travelogue | - Udgivet: 17. februar 1994 - Selskab: Start - Format: CD        | *                 | —                 | —                 | —                 | - 2× Platin (Danmark) |
| Cruzential | - Udgivet: 1996 - Selskab: Start - Format: CD                    | 8                 | —                 | —                 | —                 | - Platin (Danmark)    |
| The Good Life | - Udgivet: 16. februar 1999 - Selskab: Start - Format: CD, MD    | 3                 | —                 | —                 | —                 | - 3× Platin (Danmark) |
| Zitilites | - Udgivet: 3. marts 2003 - Selskab: Columbia - Format: LP, CD    | 1                 | —                 | —                 | —                 | - 2× Platin (Danmark) |
| No Balance Palace                                                                                                   | - Udgivet: 10. oktober 2005 - Selskab: Columbia - Format: LP, CD | 1                 | 92                | —                 | —                 | - Platin (Danmark)    |
| Trespassers | - Udgivet: 1. februar 2010 - Selskab: Columbia - Format: LP, CD  | 1                 | —                 | 89                | 85                | - Platin (Danmark)    |
| E.A.R | - Udgivet: 18. marts 2013 - Selskab: Columbia - Format: LP, CD   | 1                 | —                 | —                 | —                 | - Guld (Danmark)      |
| "*" markerer at informationen ikke er tilgængelig. "—" markerer en udgivelse der ikke opnåede en hitlisteplacering. |                                                                  |                   |                   |                   |                   |                       |

### Livealbum
| Titel                                                            | Album detaljer                                                 | Højeste placering |
| Titel                                                            | Album detaljer                                                 | Danmark           |
| ---------------------------------------------------------------- | -------------------------------------------------------------- | ----------------- |
| The Aftermath                                                    | - Udgivet: 10. juni 2005 - Selskab: Columbia - Format: CD, DVD | 2                 |
| "—" markerer en udgivelse der ikke opnåede en hitlisteplacering. |                                                                |                   |

### Opsamlingsalbum
| Titel                                                            | Album detaljer                                                | Højeste placering | Certificering |
| Titel                                                            | Album detaljer                                                | Danmark           | Certificering |
| ---------------------------------------------------------------- | ------------------------------------------------------------- | ----------------- | ------------- |
| Katalogue 1991–2011                                              | - Udgivet: 11. november 2011 - Selskab: Columbia - Format: CD | 7                 | - Guld        |
| "—" markerer en udgivelse der ikke opnåede en hitlisteplacering. |                                                               |                   |               |

### EP'er
| Titel                                                            | Album detaljer                                                       | Højeste placering |
| Titel                                                            | Album detaljer                                                       | Danmark           |
| ---------------------------------------------------------------- | -------------------------------------------------------------------- | ----------------- |
| Travelogue (EP)                                                  | - Udgivet: 1994 - Selskab: Start - Format: CD, vinyl                 | —                 |
| Travelogue the Epilogue                                          | - Udgivet: 1995 - Selskab: Start - Format: CD                        | —                 |
| Stand EP                                                         | - Udgivet: 1997 - Selskab: Start - Format: CD                        | —                 |
| Home Dead                                                        | - Udgivet: 3. april 2001 - Selskab: Start - Format: CD               | 11                |
| A Selection of Two Lilies E.P.                                   | - Udgivet: 2004 - Selskab: Columbia - Format: CD                     | —                 |
| Petite Machine                                                   | - Udgivet: 29. september 2009 - Selskab: Columbia - Format: Download | —                 |
| No Balance EP                                                    | - Udgivet: 16. februar 2010 - Selskab: Columbia - Format: Download   | —                 |
| Extraordinaire                                                   | - Udgivet: 2010 - Selskab: Columbia - Format: Vinyl                  | —                 |
| "—" markerer en udgivelse der ikke opnåede en hitlisteplacering. |                                                                      |                   |

1. ↑  Extraordinaire blev udgivet i samarbejde med Hi-Fi Klubben og kun solgt i netop denne butik. Den indeholder sangene Zitilites, It´s Ok Now, Danger Bear, og Break Of The Avalanche.

## Singler
| År                                                               | Titel                           | Højeste placering | Album               |
| År                                                               | Titel                           | Danmark           | Album               |
| ---------------------------------------------------------------- | ------------------------------- | ----------------- | ------------------- |
| 1994                                                             | "The Story of Jamie Fame Flame" | —                 | Travelogue          |
| 1994                                                             | "Rose"                          | —                 | Travelogue          |
| 1994                                                             | "Art of Me"                     | —                 | Travelogue          |
| 1994                                                             | "Travelogue"                    | —                 | Travelogue          |
| 1996                                                             | "Bring Back Superman"           | —                 | Cruzential          |
| 1996                                                             | "Prawn's Blues"                 | —                 | Cruzential          |
| 1997                                                             | "Gloom"                         | —                 | Cruzential          |
| 1997                                                             | "Stand"                         | —                 | Cruzential          |
| 1999                                                             | "Mom in Love, Daddy in Space"   | —                 | The Good Life       |
| 1999                                                             | "Graceland"                     | —                 | The Good Life       |
| 1999                                                             | "Miss You"                      | —                 | The Good Life       |
| 2000                                                             | "Make It Grand"                 | —                 | The Good Life       |
| 2003                                                             | "Surfing the Warm Industry"     | —                 | Zitilites           |
| 2003                                                             | "Rocket Brothers"               | —                 | Zitilites           |
| 2003                                                             | "In the Sand"                   | —                 | Zitilites           |
| 2004                                                             | "The Aftermath"                 | 9                 | Zitilites           |
| 2004                                                             | "Melpomene"                     | 16                | Zitilites           |
| 2005                                                             | "The Curse of Being a Girl"     | 9                 | No Balance Palace   |
| 2005                                                             | "The Cynic"                     | 2                 | No Balance Palace   |
| 2006                                                             | "She's Made of Chalk"           | 8                 | No Balance Palace   |
| 2006                                                             | "Kalifornia"                    | 11                | No Balance Palace   |
| 2009                                                             | "Mouthful of Wasps"             | 5                 | Trespassers         |
| 2010                                                             | "Still Boy"                     | —                 | Trespassers         |
| 2010                                                             | "Splittet til atomer"           | 4                 | ikke-album single   |
| 2010                                                             | "Pursuit of Misery"             | —                 | Trespassers         |
| 2011                                                             | "Electrified Love"              | —                 | Katalogue 1991–2011 |
| 2013                                                             | "Seraphina"                     | 14                | E.A.R               |
| 2013                                                             | "Purple Heart"                  | —                 | E.A.R               |
| 2013                                                             | "Peace in the Heart"            | —                 | E.A.R               |
| 2013                                                             | "E.V.A"                         | —                 | ikke-album single   |
| "—" markerer en udgivelse der ikke opnåede en hitlisteplacering. |                                 |                   |                     |

## Demobånd
- Child of Kashmir (1991)
- Cabaret (1992)

## Filmografi
- Rocket Brothers (2003)

## Optræder på
| Titel                           | Album detaljer                                     | Noter                                                 |
| ------------------------------- | -------------------------------------------------- | ----------------------------------------------------- |
| Gasolin' Tribute - Fi-Fi Dong   | - Udgivet: 1995 - Selskab: Columbia - Format: CD   | - "(Pas på) svinget i Solrød"                         |
| Sound of Seduction – Welcome    | - Udgivet: 1995 - Selskab: Dance Pool - Format: CD | - "The Encore (S.O.S. Welcomes the Sound of Kashmir)" |
| Gå ikke over sporet             | - Udgivet: 1996 - Selskab: Columbia - Format: CD   | - "Little & The Vast"                                 |
| De fortabte sjæles ø soundtrack | - Udgivet: 2007 - Selskab: Milan - Format: CD      | - "Supergirl"                                         |